# بيتار جيكوف
بيتار بيتروف جيكوف (بالبلغارية: Петър Жеков) ، من مواليد 10 أكتوبر 1944 ، لاعب كرة قدم بلغاري سابق.
فاز بجائزة الحذاء الذهبي الأوروبي في عام 1969.
لعب مع منتخب بلغاريا لكرة القدم.

## روابط خارجية
- بيتار جيكوف على موقع الاتحاد الدولي (مؤرشف)  (الإنجليزية)
- بيتار جيكوف على موقع الاتحاد الأوربي (الإنجليزية)
- بيتار جيكوف على موقع قاعدة بيانات كرة القدم.إي يو (الإنجليزية)
- بيتار جيكوف على موقع ناشيونال فوتبول تيمز (الإنجليزية)
- بيتار جيكوف على موقع عالم كرة القدم.نت (الإنجليزية)
- بيتار جيكوف على موقع أوليمبيديا (الإنجليزية)